# Мороз Олександр Миколайович (науковець)
Мороз Олександр Миколайович (нар. 17 квітня 1958) — доктор технічних наук, професор кафедри електропостачання та енергетичного менеджменту Державного біотехнологічного університету.

## Біографія
Олександр Миколайович народився 17 квітня 1958 року у селі Великий Самбір, Конотопського району, Сумської області.
У 1984 році закінчив Харківський інститут механізації та електрифікації сільського господарства, за спеціальністю «Електрифікація сільського господарства».
З 1984 по 1986 роки був асистентом кафедри електричних машин Харківського інституту механізації та електрифікації сільського господарства.
З 1986 по 1987 роки працював стажером-виладачем кафедри гідравліки Московського гідромеліоративного інституту.
У 1991 році навчався в аспірантурі Московського гідромеліоративного інституту.
У 1991 році захистив кандидатську дисертацію на тему «Перехідні гідравлічні процеси в трубопроводах, обладнаних засобами захисту», науковий ступінь кандидат технічних наук.
З 1991 по 1993 роки був асистентом кафедри застосування електричної енергії в сільському господарстві Харківського інституту механізації та електрифікафії сільського господарства.
З 1993 по 1997 роки працював на посаді старшого викладача кафедри електричні машини Харківського державного технічного університету сільського господарства.
З 1997 по 2000 роки працював доцентом кафедри електричні машини Харківського державного технічного університету сільського господарства.
З 1997 по 2008 роки був заступником декана факультету енергетики і комп'ютерних технологій Харківського національного технічного університету сільського господарства імені Петра Василенка.
З 2000 по 2008 роки працював доцентом кафедри застосування електричної енергії в сільському господарстві Харківського національного технічного університету сільського господарства імені Петра Василенка.
З 2008 по 2010 роки працював деканом факультету енергетики та комп'ютерних технологій Харківського національного технічного університету сільського господарства імені Петра Василенка.
З 2009 по 2016 роки член науково-методичної комісії НМЦ «Агроосвіта».
З 2010 по 2020 роки працював директором навчально-наукового інституту енергетики та комп'ютерних технологій Харківського національного університету сільського господарства імені Петра Василенка.
У 2011 році захистив докторську дисертацію на тему «Науково-технічні основи побудови систем для обробки вовни з використанням акустичного та електромагнітного полів», науковий ступінь доктор технічних наук.
З 2020—2021 роки працював на посаді професора кафедри електропостачання та енергетичного менеджменту Харківського національного технічного університету сільського господарства імені Петра Василенка.
З 2021 по теперішній час працює професором кафедри електропостачання та енергетичного менеджменту Державного біотехнологічного університету.

## Праці
Олександр Миколайович автор понад 170 наукових праць, в тому числі статті, що індексуються в наукометричних базах Scopus та Web of Science — 7, підручники та навчальні посібники — 3.

## Відзнаки та нагороди
- почесна грамота МОН України (2008);
- нагрудний знак «Відмінник освіти» (2015);
- дипломант XVII обласного конкурсу «Вища школа Харківщини — кращі імена» у номінації «Декан факультету» (2015)